# 예찬 (화가)
예찬(倪瓚, 1301년~1374년)은 중국 원나라의 화가이다. 자(字)는 원진(元眞), 여러 가지로 불리었던 호(號) 중에서 운림이 가장 알려져 있다.
무석(無錫)사람으로 부호의 집안이며 '청비각(淸悶閣)'을 축조하여 풍부한 수장(收藏)을 과시하였으나 50세경 전란(戰亂)을 예측하여 가재(家財)를 버리고 여행을 떠났다고 전해진다. 극단적으로 결벽하며 속진(俗塵)을 꺼려하여 '예우(倪迂)'라고 불릴 정도로 기이한 언동이 많은 점에서 미불과 닮았다고 한다. 동거양식(董巨樣式)에 이곽파(李郭派)를 가미하여, 숙산체(肅散體:냉랭하고 깔끔하다는 의미)라고 불리어 몇 그루의 나무와 강변의 한 소정자(小亭子)에다 인물을 그려 넣지 않는 독특한 산수화를 만들어 내었다.